# Klaus Selle

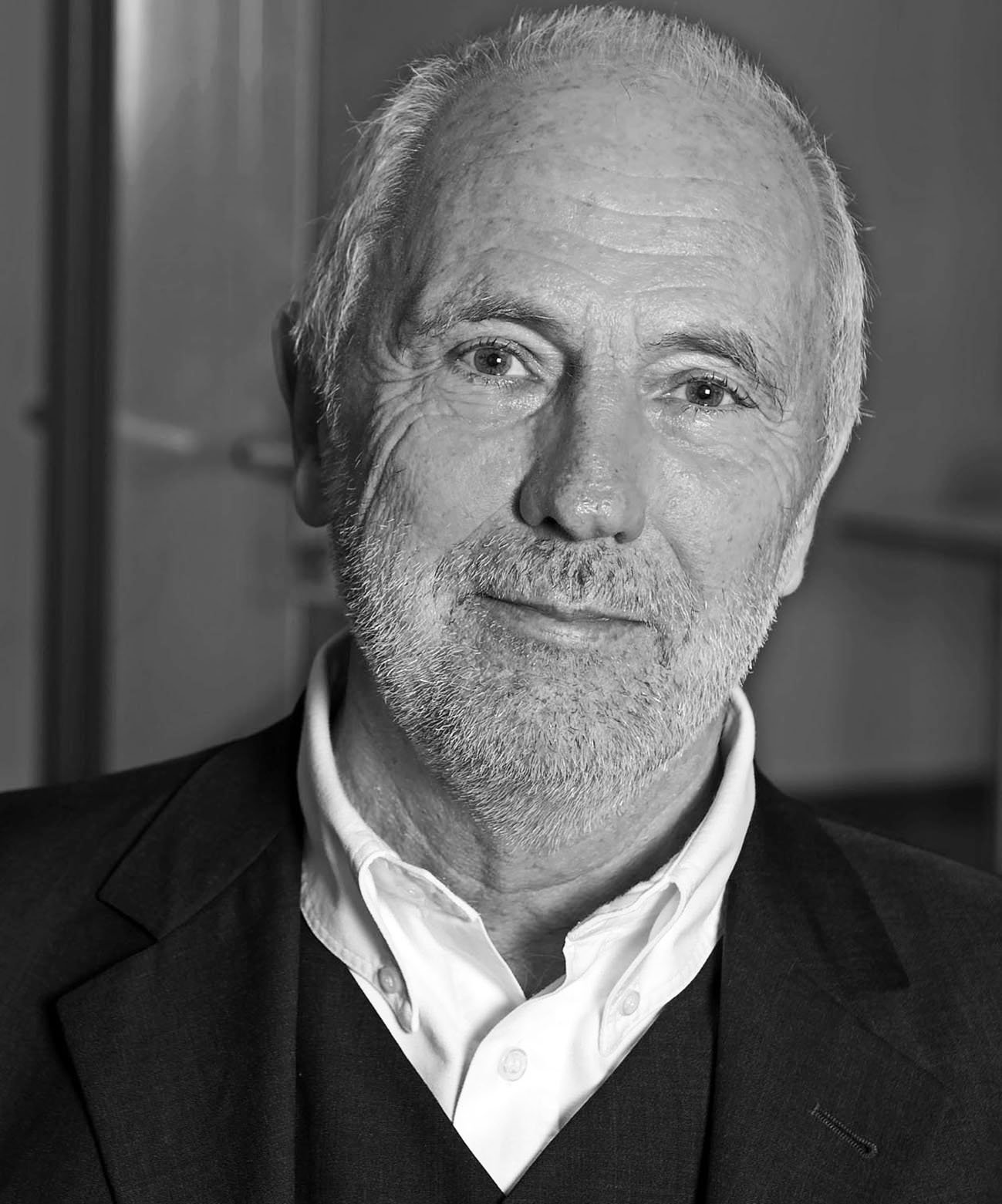
Klaus Selle

Klaus Selle (* 29. September 1949) ist ein deutscher Stadtplaner und Stadtforscher.

## Werdegang
Nach einem Architekturstudium mit dem Schwerpunkt Städtebau an der RWTH Aachen wechselte Selle an die Fakultät Raumplanung der Universität Dortmund und war dort am Lehrstuhl von Peter Zlonicky als wissenschaftlicher Assistent bzw. Oberingenieur bis 1987 tätig. In dieser Zeit erfolgte die Promotion mit einer Arbeit über Städtebauliche Bestandsanalysen (1979) und die Habilitation (1986) für das Fach Stadterneuerung und Wohnungspolitik. Von 1987 bis 2001 war Selle Hochschullehrer am Institut für Freiraumentwicklung und Planungsbezogene Soziologie im Fachbereich Landschaftsarchitektur und Umweltentwicklung der Universität Hannover, von 2011 bis 2018 war er Lehrstuhlinhaber für Planungstheorie und Stadtentwicklung an der Fakultät Architektur der RWTH Aachen University.
Selle ist Mitglied in der Deutschen Akademie für Städtebau und Landesplanung, dem Informationskreis für Raumplanung (IfR) und der Vereinigung für Stadt-, Regional- und Landesplanung (SRL). Darüber hinaus ist er Beirats-/Kuratoriumsfunktionen u. a. bei der Redaktion diSP, dem vhw – Verband Wohnen und Stadtentwicklung sowie der Ko-Operative e. G und dem ISSAB.
Selle gehört neben Sarah Ginski und Marion Klemme (seit 2006) der Kernredaktion des von ihm mitgegründeten Internet-Magazins pnd | online an, das in Kooperation verschiedener Hochschul- und Forschungseinrichtungen herausgegeben wird.
In der Praxis wirkte und wirkt Selle seit Mitte der 1970er Jahre an Planungsaufgaben mit und berät Initiativen, Kommunen und Verbände insbesondere bei der kommunikativen Gestaltung von Prozessen:
- in den 1970er und 1980er Jahren u. a. als Initiativenberater im Ruhrgebiet (insbesondere in den Auseinandersetzungen um Arbeitersiedlungen), zeitweilig war er Aufsichtsratsvorsitzender einer Wohnungsgenossenschaft (Rheinpreußensiedlung in Duisburg), Mitgründer von WohnBund (Verband für wohnpolitische Initiativen) e. V. und WohnBundBeratung GmbH;
- in den 1980er und 1990er Jahren in der Anwaltsplanung (beauftragt von der Landeshauptstadt Hannover) im Vorfeld der Bürgerbefragung zur damals geplanten Weltausstellung (EXPO 2000) sowie von 1993 bis 2003 im Bürgerbüro Stadtentwicklung in Hannover (gemeinsam mit Sid Auffahrt und Petra Metsch)
- seit 2003 in diversen Planungs- und Beratungsprojekten; in diesem Zusammenhang fand die Gründung von Netzwerk e. V. und NetzwerkStadt GmbH (Schwerte) statt.
- Zusammen mit scheuvens+wachten war Selle beteiligt am gesamtstädtischen städtebaulichen Entwicklungskonzept (2009–2011), an der Evaluierung Soziale Stadt(2011/12) und an der Konversionen jeweils in Bamberg (2012–2016) sowie am Masterplan Innere Stadt (2010–2012) in Bonn. Des Weiteren war Selle beteiligt (in Kooperation mit dem BKR Aachen) am Masterplan Aachen 2030 (2012–2014) und an der Bürgerbeteiligung in Tübingen zur Bestandsaufnahme und Impulsgebung zur Weiterentwicklung (2012–2014).

## Schriften (Auswahl)

### Monografien
- (gemeinsam mit Anne Mauthe und Bernd Segin) Mieter-Beteiligung. Mit- und Selbstverwaltungsmöglichkeiten für Mieter. Konzepte und Praxiserfahrungen. Schriften des Instituts für Landes- und Stadtentwicklungsforschung des Landes Nordrhein-Westfalen Heft 32. Dortmund 1989, ISBN 3-8176-6028-6
- Mit den Bewohnern die Stadt erneuern. Der Beitrag intermediärer Organisationen zur Entwicklung städtischer Quartiere. Beobachtungen aus sechs Ländern. Band 1 der Ergebnisberichte zum Forschungsprojekt „Selbsthilfe und Stadterneuerung – Der Beitrag intermediärer Organisationen zur Entwicklung städtischer Quartiere.“ Dortmund/Darmstadt 1991, ISBN 3-924352-60-7
- Was ist bloß mit der Planung los? Dortmunder Beiträge zur Raumplanung Band 69. Dortmund 1994 (3. Auflage: 1999), ISBN 3-88211-087-2
- (gemeinsam mit Ariane Bischoff und Heidi Sinning) Informieren. Beteiligen. Kooperieren. Kommunikation in Planungsprozessen. Eine Übersicht zu Formen, Verfahren Methoden und Techniken. (Dortmunder Vertrieb für Bau- und Planungsliteratur) Dortmund 1995 (vierte vollständig neu bearbeitete Auflage 2005), ISBN 3-929797-11-9
- Was? Wer? Wie? Warum? Voraussetzungen und Möglichkeiten einer nachhaltigen Kommunikation. Arbeitsmaterialien für Studium und Praxis. Kommunikation im Planungsprozess Band 2. Dortmund 2000, ISBN 3-929797-66-6
- Planen. Steuern. Entwickeln. Der Beitrag öffentlicher Akteure zur Entwicklung von Stadt und Land. edition stadt | entwicklung. Dortmund 2005, ISBN 3-929797-93-3
- Über Bürgerbeteiligung hinaus. Stadtentwicklung als Gemeinschaftsaufgabe? Analysen und Konzepte. edition stadt | entwicklung, Verlag Dorothea Rohn, Detmold 2013, ISBN 978-3-939486-73-2

### Herausgabe von Sammelbänden
- (gemeinsam mit Adalbert Evers) Wohnungsnöte. Anregungen zu Initiativen an Ort und Stelle. (Fischer) Frankfurt 1982, ISBN 3-596-24063-8
- (gemeinsam mit Anne Mauthe, Bernd Segin) Ausverkauf von Bergmannswohnungen? Gespräche über ein heißes Eisen. (Westarp) Mülheim 1983, ISBN 978-3-923456-03-1
- (gemeinsam mit Donald A. Keller und Michael Koch) Planungskulturen in Europa. Erkundungen in Deutschland, Frankreich, Italien und in der Schweiz. Darmstadt/Zürich 1993, ISBN 3-922981-80-1
- (gemeinsam mit Stefan Bochnig) Freiräume für die Stadt! Sozial und ökologisch orientierter Umbau von Stadt und Region. Bd. 2: Instrumente der Freiraumentwicklung (Bauverlag) Wiesbaden 1993, ISBN 3-7625-2981-7
- (gemeinsam mit Rof Froessler, Markus Lang, Reiner Staubach): Lokale Partnerschaften. Die Erneuerung benachteiligter Quartiere in europäischen Städten. Stadtforschung aktuell Band 45, (Birkhäuser) Basel, Berlin, Boston 1994, ISBN 3-7643-5002-4
- Planung und Kommunikation. Gestaltung von Planungsprozessen in Quartier, Stadt und Landschaft. Grundlagen, Methoden, Praxiserfahrungen. (Bauverlag) Wiesbaden und Berlin ISBN 3-7625-3216-8
- Arbeits- und Organisationsformen für eine nachhaltige Entwicklung (4 Bände). Dortmund 2000, ISBN 3-929797-56-9 (Bd. 1), 3-929797-57-7 (Bd. 2), 3-929797-58-5 (Bd. 3), 3-929797-59-3 (Bd. 4)
- (gemeinsam mit Heidi Müller) EXPOst. Großprojekte und Festivalisierung als Mittel der Stadt- und Regionalentwicklung: Lernen von Hannover. Dortmund 2002, ISBN 3-929797-71-2
- (gemeinsam mit Britta Rösener) Kommunikation gestalten. Beispiele und Erfahrungen aus der Praxis für die Praxis. Kommunikation im Planungsprozess Band 3. Dortmund 2005, ISBN 3-929797-81-X
- (gemeinsam mit Gisela Schmitt) Bestand? Perspektiven für das Wohnen in der Stadt. edition stadt | entwicklung. Dortmund 2008, ISBN 978-3-939486-26-8
- (gemeinsam mit Antje Havemann) Plätze, Parks und Co. Stadträume im Wandel – Analysen, Positionen und Konzepte. edition stadt|entwicklung. Detmold 2010, ISBN 978-3-939486-48-0
- (gemeinsam mit Marion Klemme) Siedlungsflächen entwickeln. Akteure, Interdependenzen, Optionen. (edition | stadtentwicklung) Detmold 2010, ISBN 978-3-939486-38-1

## Projekte (Auswahl)

### Forschung
- Mit- und Selbstverwaltungsmöglichkeiten für Mieter. (1985–1987 im Auftrag des Ministeriums für Stadtentwicklung, Wohnen und Verkehr NRW, bearbeitet mit Anne Mauthe, Bernd Segin)
- Der Beitrag intermediärer Organisationen zur Entwicklung städtischer Quartiere – eine Sechs-Länder-Studie (1988–1990, gefördert von der VolkswagenStiftung, bearbeitet mit einem internationalen Team)
- Arbeits- und Organisationsformen nachhaltiger Entwicklung (1996–2000, gefördert von der VolkswagenStiftung, bearbeitet mit Sibille Hüchtker, Brigitte Scholz, Heidi Sinning, Heidi Sutter-Schurr u. a.)
- Wandel im Planungsverständnis (1990–2003; verschiedene Teilprojekte, Finanzierung: DFG, Merian Stiftung Basel, Boltzmann Institut Wien, bearbeitet mit Donald Keller, Michael Koch u. a.)
- Standortfaktor Öffentlicher Raum (2001–2003, Auftraggeber: Bundesamt für Bauwesen und Raumordnung, bearbeitet mit Ulrich Berding, Oliver Kuklinski u. a.)
- Bürgerbeteiligung und Bürgerengagement (2005–2008, Auftraggeber: Bundesverband für Wohnen und Stadtentwicklung (vhw), bearbeitet mit: Oliver Kuklinski, Tülin Kabis-Staubach, Britta Rösener, Reiner Staubach u. a.)
- Plätze, Parks und Promenaden im Schnittbereich öffentlicher und privater Aktivitäten, (2007–2010, Förderung: Deutsche Forschungsgemeinschaft, Bearbeitung: Ulrich Berding, Antje Havemann, Juliane Pegels, Bettina Perenthaler, Klaus Selle)
- Öffentliche Räume in stadtgesellschaftlich vielfältigen Quartieren (2015–2017, im Auftrag des Verbandes für Wohnen und Stadtentwicklung (vhw), bearbeitet mit Ulrich Berding, Friederike Fugmann, Daniela Karow-Kluge)
- Multilaterale Kommunikation in Prozessen der Stadtentwicklung (2015–2018, gefördert von der Deutschen Forschungsgemeinschaft, bearbeitet mit Sarah Ginski, Fee Thissen, Lucyna Zalas u. a.)